# UCI ProSeries 2022
L'UCI ProSeries 2022 è la terza edizione dell'UCI ProSeries. Il suo calendario è composto da 54 corse, che si tengono dal 2 febbraio al 16 ottobre 2022 in Europa, America ed Asia.
Durante tutta la stagione, i punti vengono assegnati ai corridori in base ai piazzamenti nelle classifiche finali di ciascuna prova e alla tipologia della stessa; in caso di corse a tappe, si attribuiscono punti anche per i piazzamenti di ogni tappa e per i giorni in maglia di leader.
La classificazione UCI è la seguente:
- corse di un giorno: 1.Pro;
- corse a tappe: 2.Pro.

## Calendario
Sono 52 le corse attualmente inserite nel calendario della stagione 2022.

### Gennaio
| Data | Prova             | Cat.  | Vincitore                             | Squadra                               |
| ---- | ----------------- | ----- | ------------------------------------- | ------------------------------------- |
| 30-6 | Vuelta a San Juan | 2.Pro | annullata per la Pandemia di COVID-19 | annullata per la Pandemia di COVID-19 |

### Febbraio
| Data  | Prova                                  | Cat.  | Vincitore          | Squadra                            |
| ----- | -------------------------------------- | ----- | ------------------ | ---------------------------------- |
| 2-6   | Volta a la Comunitat Valenciana (2022) | 2.Pro | Aleksandr Vlasov   | Bora-Hansgrohe                     |
| 10-13 | Tour de la Provence (2022)             | 2.Pro | Nairo Quintana     | Team Arkéa-Samsic                  |
| 10-15 | Tour of Oman (2022)                    | 2.Pro | Jan Hirt           | Intermarché-Wanty-Gobert Matériaux |
| 13    | Clásica de Almería (2022)              | 1.Pro | Alexander Kristoff | Intermarché-Wanty-Gobert Matériaux |
| 16-20 | Volta ao Algarve (2022)                | 2.Pro | Remco Evenepoel    | Quick-Step Alpha Vinyl Team        |
| 16-20 | Vuelta a Andalucía (2022)              | 2.Pro | Wout Poels         | Bahrain Victorious                 |
| 26    | Ardèche Classic (2022)                 | 1.Pro | Brandon McNulty    | UAE Team Emirates                  |
| 27    | Drôme Classic (2022)                   | 1.Pro | Jonas Vingegaard   | Jumbo-Visma                        |
| 27    | Kuurne-Bruxelles-Kuurne (2022)         | 1.Pro | Fabio Jakobsen     | Quick-Step Alpha Vinyl Team        |

### Marzo
| Data  | Prova                                      | Cat.  | Vincitore                             | Squadra                               |
| ----- | ------------------------------------------ | ----- | ------------------------------------- | ------------------------------------- |
| 2     | Trofeo Laigueglia (2022)                   | 1.Pro | Jan Polanc                            | UAE Team Emirates                     |
| 16    | Nokere Koerse (2022)                       | 1.Pro | Tim Merlier                           | Alpecin-Fenix                         |
| 16    | Milano-Torino (2022)                       | 1.Pro | Mark Cavendish                        | Quick-Step Alpha Vinyl Team           |
| 17    | Grand Prix de Denain (2022)                | 1.Pro | Max Walscheid                         | Cofidis                               |
| 18    | Bredene Koksijde Classic (2022)            | 1.Pro | Pascal Ackermann                      | UAE Team Emirates                     |
| 20-27 | Tour of Hainan                             | 2.Pro | annullata per la Pandemia di COVID-19 | annullata per la Pandemia di COVID-19 |
| 27    | Gran Premio Industria e Artigianato (2022) | 1.Pro | Diego Ulissi                          | UAE Team Emirates                     |

### Aprile
| Data  | Prova                              | Cat.  | Vincitore          | Squadra                            |
| ----- | ---------------------------------- | ----- | ------------------ | ---------------------------------- |
| 2     | Gran Premio Miguel Indurain (2022) | 1.Pro | Warren Barguil     | Team Arkéa-Samsic                  |
| 6     | Scheldeprijs (2022)                | 1.Pro | Alexander Kristoff | Intermarché-Wanty-Gobert Matériaux |
| 10-17 | Giro di Turchia (2022)             | 2.Pro | Patrick Bevin      | Israel-Premier Tech                |
| 13    | Freccia del Brabante (2022)        | 1.Pro | Magnus Sheffield   | Ineos Grenadiers                   |
| 18-22 | Tour of the Alps (2022)            | 2.Pro | Romain Bardet      | Team DSM                           |

### Maggio
| Data  | Prova                              | Cat.  | Vincitore        | Squadra                     |
| ----- | ---------------------------------- | ----- | ---------------- | --------------------------- |
| 3-8   | Quattro Giorni di Dunkerque (2022) | 2.Pro | Philippe Gilbert | Lotto Soudal                |
| 14    | Grand Prix du Morbihan (2022)      | 1.Pro | Julien Simon     | TotalEnergies               |
| 15    | Tro-Bro Léon (2022)                | 1.Pro | Hugo Hofstetter  | Team Arkéa-Samsic           |
| 24-29 | Giro di Norvegia (2022)            | 2.Pro | Remco Evenepoel  | Quick-Step Alpha Vinyl Team |
| 26-29 | Boucles de la Mayenne (2022)       | 2.Pro | Benjamin Thomas  | Cofidis                     |

### Giugno
| Data  | Prova                           | Cat.  | Vincitore          | Squadra                            |
| ----- | ------------------------------- | ----- | ------------------ | ---------------------------------- |
| 5     | Brussels Cycling Classic (2022) | 1.Pro | Taco van der Hoorn | Intermarché-Wanty-Gobert Matériaux |
| 8-12  | Ster Toer (2022)                | 2.Pro | Olav Kooij         | Jumbo-Visma                        |
| 11    | Dwars door het Hageland (2022)  | 1.Pro | Oscar Riesebeek    | Alpecin-Fenix                      |
| 15-19 | Giro del Belgio (2022)          | 2.Pro | Mauro Schmid       | Quick-Step Alpha Vinyl Team        |
| 15-19 | Giro di Slovenia (2022)         | 2.Pro | Tadej Pogačar      | UAE Team Emirates                  |

### Luglio
| Data  | Prova                   | Cat.  | Vincitore       | Squadra            |
| ----- | ----------------------- | ----- | --------------- | ------------------ |
| 23-27 | Giro di Vallonia (2022) | 2.Pro | Robert Stannard | Alpecin-Deceuninck |

### Agosto
| Data  | Prova                        | Cat.  | Vincitore          | Squadra                            |
| ----- | ---------------------------- | ----- | ------------------ | ---------------------------------- |
| 2-6   | Vuelta a Burgos (2022)       | 2.Pro | Pavel Sivakov      | Ineos Grenadiers                   |
| 10    | Circuit Franco-Belge (2022)  | 1.Pro | Alexander Kristoff | Intermarché-Wanty-Gobert Matériaux |
| 11-14 | Arctic Race of Norway (2022) | 2.Pro | Andreas Leknessund | Team DSM                           |
| 16-20 | Giro di Danimarca (2022)     | 2.Pro | Christophe Laporte | Jumbo-Visma                        |
| 24-28 | Deutschland Tour (2022)      | 2.Pro | Adam Yates         | Ineos Grenadiers                   |

### Settembre
| Data  | Prova                           | Cat.  | Vincitore            | Squadra             |
| ----- | ------------------------------- | ----- | -------------------- | ------------------- |
| 4     | Maryland Cycling Classic (2022) | 1.Pro | Sep Vanmarcke        | Israel-Premier Tech |
| 4-8   | Tour of Britain (2022)          | 2.Pro | Gonzalo Serrano      | Movistar Team       |
| 11    | Grand Prix de Fourmies (2022)   | 1.Pro | Caleb Ewan           | Lotto Soudal        |
| 13-17 | Giro del Lussemburgo (2022)     | 2.Pro | Mattias Skjelmose    | Trek-Segafredo      |
| 14    | Grand Prix de Wallonie (2022)   | 1.Pro | Mathieu van der Poel | Alpecin-Deceuninck  |
| 15    | Coppa Sabatini (2022)           | 1.Pro | Daniel Martínez      | Ineos Grenadiers    |
| 17    | Primus Classic (2022)           | 1.Pro | Jordi Meeus          | Bora-Hansgrohe      |

### Ottobre
| Data  | Prova                     | Cat.  | Vincitore                             | Squadra                               |
| ----- | ------------------------- | ----- | ------------------------------------- | ------------------------------------- |
| 1°    | Giro dell'Emilia (2022)   | 1.Pro | Enric Mas                             | Movistar Team                         |
| 3     | Coppa Bernocchi (2022)    | 1.Pro | Davide Ballerini                      | Quick-Step Alpha Vinyl Team           |
| 3     | Münsterland Giro (2022)   | 1.Pro | Olav Kooij                            | Jumbo-Visma                           |
| 4     | Tre Valli Varesine (2022) | 1.Pro | Tadej Pogačar                         | UAE Team Emirates                     |
| 6     | Gran Piemonte (2022)      | 1.Pro | Iván García Cortina                   | Movistar Team                         |
| 8-11  | Tour of Taihu Lake        | 2.Pro | annullata per la Pandemia di COVID-19 | annullata per la Pandemia di COVID-19 |
| 9     | Parigi-Tours (2022)       | 1.Pro | Arnaud Démare                         | Groupama-FDJ                          |
| 11-18 | Tour de Langkawi (2022)   | 2.Pro | Iván Sosa                             | Movistar Team                         |
| 16    | Japan Cup (2022)          | 1.Pro | Neilson Powless                       | EF Education-EasyPost                 |